# The Luminous Dead
The Luminous Dead er en sci-fi-gyserroman fra 2019 skrevet af Caitlin Starling og er hendes første udgivne roman. Bogen blev udgivet til positive anmeldelser fra kritikere og blev nomineret til Bram Stoker Award for bedste debut . 

## Synopsis
Romanen handler om to karakterer, huledykkeren Gyre og hendes administrator, Em. Gyre har fået et job, hvor hun skal udforske et farligt hulesystem, der delvist ligger under vand. Hullerne er også hjemsted for "tunnelers", som er ormelignende rumvæsner, der er i stand til øjeblikkeligt at dræbe enhver, den støder på. Gyre har en vis erfaring med at udforske huller, men ingen professional erfaring. Hun har derfor løjet om sin jobhistorie for at sikre sig et job som huleudforsker og den store lønseddel, der følger med, for at kunne have råd til at forlade hendes planet. I hulen er hun inde i en specialiseret huledragt, som hun ikke kan tage af. På ekspiditionen af dette bliver hun overvåget af Em, som har til opgave at sikre, at Gyre forbliver sikker og rolig.

## Udvikling
Da Caitlin Starling skrev The Luminous Dead Star, ønskede hun, at historien skulle baseres på "alliancer og efterfølgende forræderi for at holde landskabet i konstant forandring", da hun havde "færre af de traditionelle værktøjer til rådighed til at skrue op for spændingen" på grund af omgivelserne og begrænsede karakterer. Starling valgte at inkorporere andre restriktioner såsom manglen på farver på grund af en afhængighed af ekkolodsbaserede rekonstruktioner og behovet for, at Gyre konstant skulle bære en dragt, der ville begrænse hendes lugt og berøring. Dette gjorde det muligt for Starling at udforske spørgsmålet "hvad sker der, hvis en af hendes computersimulerede sanser laver andre fortolkninger af verden omkring hende, end hendes hjerne ville have alene?" .  Starling brugte også information om ernæringsrør og kolostomiposer, som hun fik fra et familiemedlem diagnosticeret med tyktarmskræft, da dette ville give en "elegant løsning" og "takket være dens specificitet, langt ulækre og tilbøjelig til specifikke komplikationer i løbet af bogen." 

## Udgivelse
The Luminous Dead blev første gang udgivet i paperback- og e-bogsformat i USA den 2. april 2019 gennem Harper Voyager.  En lydbogstilpasning fortalt af Adenrele Ojo blev udgivet samtidigt gennem HarperAudio.  Harper Voyager ville senere udgive romanen i Storbritannien den 16. maj samme år. 
Romanen er Starlings første udgivne roman. 

## Reception
The Luminous Dead modtog ros for sin atmosfære og omgivelser fra medier som NPR.  Tim Pratt skrev for Locus og bemærkede, at det "stikkende forhold" mellem Gyre og Em var "bogens hjerte - en spids kombination af afhængighed, gensidig mistænksomhed, frustration og flygtige øjeblikke af forbindelse."  Dette forhold blev også fremhævet af andre anmeldere såsom Nibedita Sen for Strange Horizons, der skrev, at det var meget menneskeligt, da det var "en fascinerende, nuanceret udforskning af, hvilken slags bånd - hvis nogen - der kan dannes mellem to kvinder under konstant stress, rædsel og isolation, og med en ekstrem magtforskel kastet ind i blandingen. Resultatet er hverken godt eller dårligt, det er bare: kompliceret, rodet, potentielt usundt, lejlighedsvis rørende, glidende frem og tilbage mellem såret, forræderi og forsøg på erstatning."  

## Eksterne links
- Officiel hjemmeside